# Johnny Mnemonic (nouvelle)
Pour les articles homonymes, voir Johnny Mnemonic.
Johnny Mnemonic (titre original : Johnny Mnemonic) est une nouvelle de science-fiction de William Gibson parue en mai 1981 dans le magazine Omni. Elle est par la suite publiée dans le recueil Gravé sur chrome publié aux États-Unis en 1986 et en France en 1987. La nouvelle est nommée pour le prix Nebula, et marque pour Gibson le début de sa carrière professionnelle.

## Résumé
Johnny est un transporteur de données s'étant fait implanter des puces de silicium dans le crâne lui permettant de stocker plusieurs centaines de mégaoctets de données, souvent volées ou piratées, en toute sécurité.
Transportant à son insu des données volées aux yakuzas, la plus grosse organisation criminelle du monde, il est poursuivi par un tueur. Il sera aidé de Molly Millions et du dauphin Jones et se réfugiera chez les Lo Teks, parias anti-technologiques s'étant installés dans les hauteurs d'un des quartiers les plus malfamés.

## Monde et technologies
Comme dans beaucoup de ses œuvres, William Gibson place son intrigue dans un monde ultra-technologique où les implants électroniques sont monnaie courante.
Le monde paraît délabré, surpeuplé et correspond tout à fait à l'archétype du cyberpunk dont Gibson passe pour être l'un des maîtres.
Cette histoire se déroule déjà dans l'univers qui deviendra la "trilogie de la Conurb" (Sprawl Trilogy), et introduit le personnage de Molly qu'on retrouve dans Neuromancien.

## Adaptation
Johnny Mnemonic a fait l'objet d'une adaptation cinématographique par Robert Longo en 1995.